# Premis Pulitzer de 1943
Els següents són els Premis Pulitzer de 1943.

## Premis de periodisme

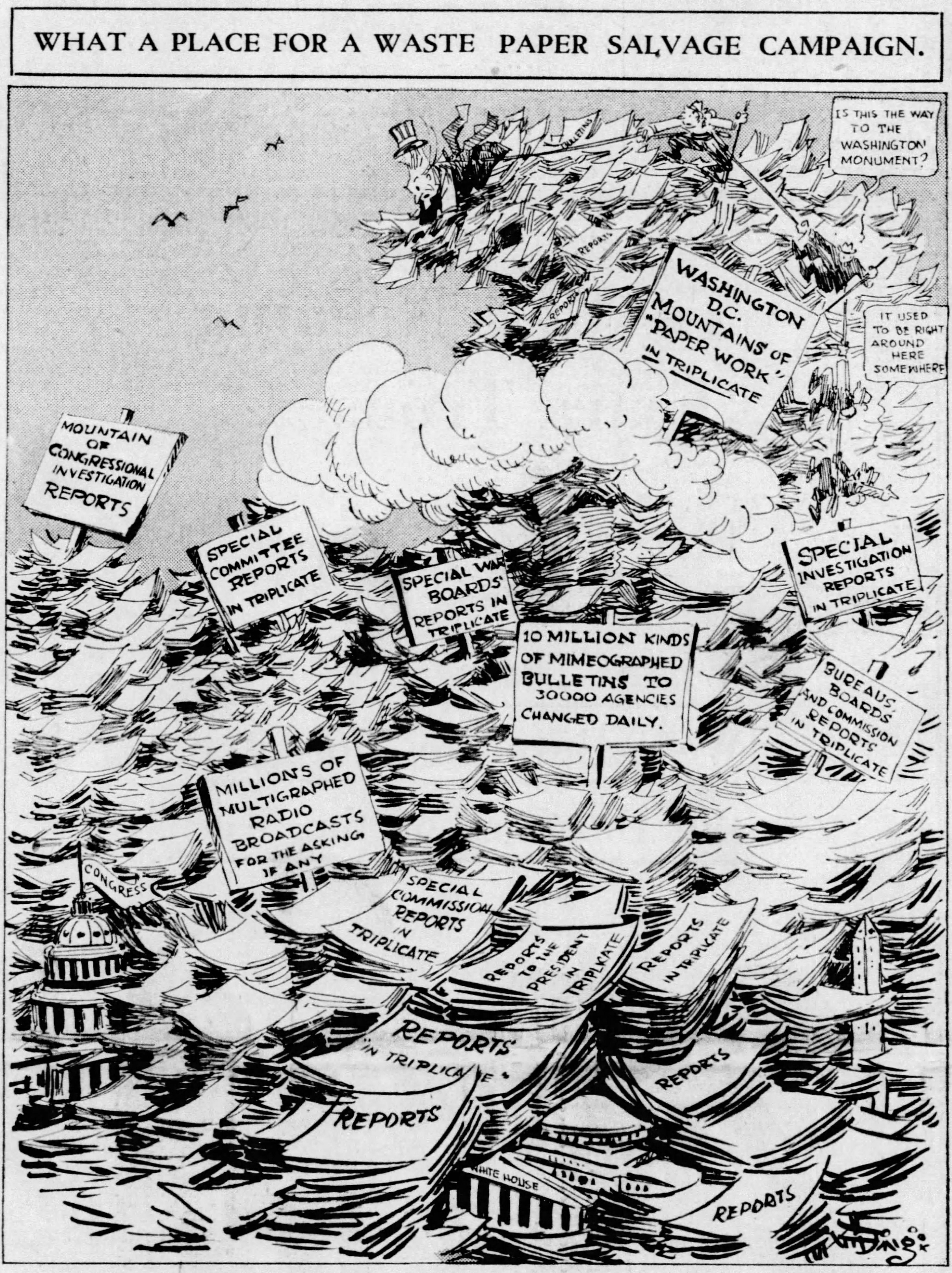
"What a Place For a Waste Paper Salvage Campaign", la Caricatura Editorial premiada

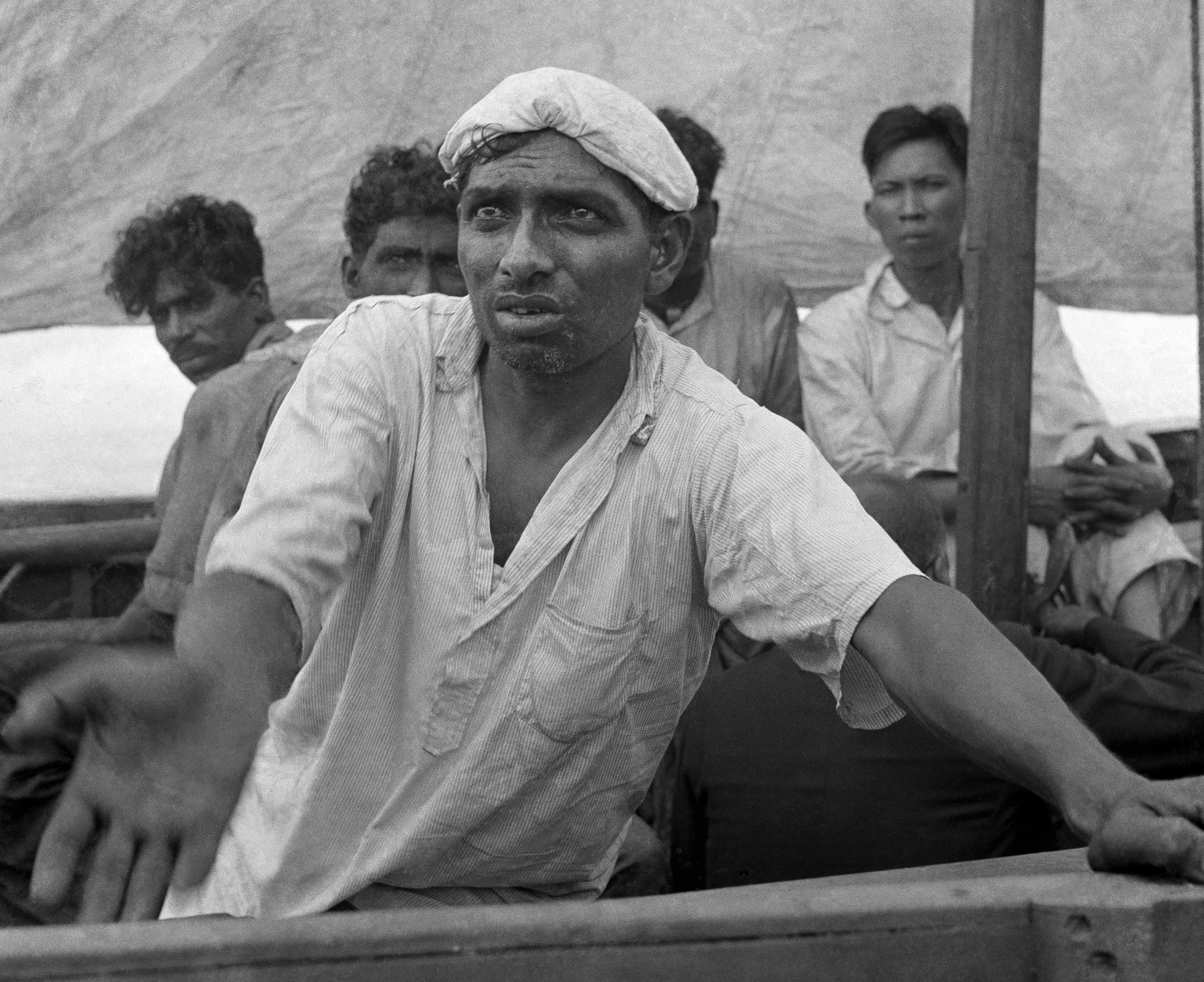
"Water!", la Fotografia premiada

- Servei públic: The Omaha World-Herald, "per la seva iniciativa i originalitat en planificar una campanya estatal de recollida de ferralla per a fins bèl·lics. El pla de Nebraska va ser adoptat a escala nacional pels diaris, fet que va donar lloc a un esforç conjunt que va aconseguir subministrar a les indústries de guerra el material de ferralla necessari."[1]
- Reportatge: George Weller del Chicago Daily News per a "per a "Doc" Lipes Commandeers a Submarine Officers' Wardroom", "la seva història gràfica de com un Farmacèutic de la Marina dels Estats Units sota aigües enemigues en un submarí va realitzar una operació d'apendicitis salvant la vida d'un mariner".
- Corresponsalia: Hanson W. Baldwin de The New York Times, "pel seu informe del seu viatge en temps de guerra pel Pacífic Sudoccidental".
- Periodisme Telegràfic - Nacional: Sense premi
- Periodisme Telegràfic - Internacional: Ira Wolfert de la North American Newspaper Alliance, «per la seva sèrie de tres articles sobre la cinquena batalla de les Salomon».[2]
- Redacció Editorial: Forrest W. Seymour del Register and Tribune (Des Moines, Iowa), "pels seus editorials publicats durant l'any natural 1942".[3]
- Caricatura Editorial: Jay Norwood Darling del Register and Tribune (Des Moines, Iowa), per "What a Place For a Waste Paper Salvage Campaign".[3]
- Fotografia: Frank Noel de l'Associated Press, per la seva foto titulada "Water!"

## Premis de Lletres, Drama i Música
- Novel·la: Dragon's Teeth d'Upton Sinclair (Viking)
- Drama: The Skin of Our Teeth (La pell de les nostres dents) de Thornton Wilder (Harper)
- Història: Paul Revere and the World He Lived In (Paul Revere i el món en què va viure) d'Esther Forbes (Houghton)
- Biografia o autobiografia: Admiral of the Ocean Sea de Samuel Eliot Morison (Little)
- Poesia: A Witness Tree de Robert Frost (Holt)
- Música: Secular Cantata No. 2: A Free Song de William Schuman Interpretada per l'Orquestra Simfònica de Boston i publicada per G. Schirmer, Inc., Nova York